# سامسونگ اس۵۶۰۰
سامسونگ اس۵۶۰۰ یک‌نمونه از گوشی‌های تلفن همراه سری S شرکت سامسونگ می باشد که توسط همین شرکت به بازار عرضه شده‌است.